# 江西儲蓄銀行
江西儲蓄銀行是1912年8月所創辦的，其營運模式為官辦，成立資本額為5萬元，實收5萬，由江西民國銀行撥款而得。
江西儲蓄銀行獲得批准發行鈔票，起先經營尚可，但後來在1916年停業。